# 1613 год в России
Царствование: 1613—1645 — Михаила Фёдоровича

## Правление:Семибоярщина
- 1598—1613 — окончание Смутного времени (некоторые учёные говорят о 1618 годе)[1].
- 1609—1618 — Русско-польская война[2]:
  - 1613—1617 — осада Смоленска[3].
- 1610—1617 — Русско—шведская война[4]:
  - 25 мая (4 июня)—15 (25) сентября — Тихвинская осада. Оборона Тихвинского Успенского монастыря от шведских войск[5].
- 1610—1613 — Семибоярщина (до выборов нового царя)[6].

## Правление Михаила Фёдоровича
- Избрание на царство Михаила Фёдоровича[7].
  - Январь — в Москву съехались выборные люди[7].
  - Январь-февраль — в Москве Земский собор должен избрать нового царя[8].
  - 7 февраля — Собор пришёл к решению избрать на царство Михаила Фёдоровича[7].
  - С 7 по 21 февраля — окончательный выбор был отложен, а выборные люди были посланы в города, узнать мнение народа о деле. В это же время были собраны в столицу разбежавшиеся бояре желавшие на царство Владислава IV[7].
  - 11 (21) февраля — царём единогласно избран 16-летний Михаил Романов, сын Фёдора Романова (Филарета) и Ксении Шестовой[8], о чём торжественно было объявлено на заседании Собора в Успенском соборе Московского Кремля[7].
  - Получив извещение об избрании царя, города ещё до получения согласия Михаила Фёдоровича начали присягать ему и подписывали крестоцеловальные записи[7].
  - 2 марта — не зная где находится Михаил Фёдорович, собор послал к нему посольство в «Ярославль или где он, государь, будет». В состав посольства входили: архиепископ рязанский Феодорит, архиепископ муромский Авраам Палицын, Шереметев и другие[7].
  - Вечер 13 марта — в Ипатьевский монастырь в Костроме прибыли послы — бояре с просьбой принять Михаилу Фёдоровичу русский престол. Инокиня мать Марфа назначила посольству явиться на следующий день[7][9].
  - 14 февраля — посольство, сопровождаемое крестным ходом, при огромном стечении народа, отправилось к Михаилу Фёдоровичу просить его на царство[7].
  - Май — составлена и начинает подписываться «Утверждённая грамота» об избрании Михаила Фёдоровича на русский престол[10].
  - 2 мая — ликующая столица встречала нового царя Михаила Фёдоровича[9].
  - 11 (21) июля — венчание на царство Михаила Романова (1613 — 1645); начало династии Романовых (до 1917)[8].
- Январь — Сольвычегодск захвачен и сожжён польско-литовским отрядом Я. Яцкого[11].
- Февраль — в Варшаву направлено русское посольство, прибывшее туда в марте[8].
- Весна — покидая Можайск, поляки учинили в городе резню, сожгли крепость и посад[12].
- 24 мая — посланы царские грамоты всем богатым и состоятельным лицам с просьбой заплатить долги в казну за Смутные годы и помочь государству всем, чем располагают[9].
- Июль — продвижение польских войск на Калугу, Можайск и Тулу[8].
- 27 июля (6 августа) — Одоевский Иван Никитич Большой подписал приговор и отправил делегацию новгородцев в Выборг для переговоров об избрании на престол шведского королевича Карла Филиппа, который, однако, не поехал в Великий Новгород, а вернулся в Швецию[13].
- После воцарения Михаила Фёдоровича на Великий Новгород и его «пригороды» был организован поход правительственных войск под командованием Д. Т. Трубецкого (окончился неудачей в 1614 году), в связи с подписанием ими в 1611 году союзнического договора со шведами[14].
- Середина года — русскими войсками освобождёны Тихвинский посад (совр. Тихвин) и Гдов[14].
- Тотьма[15] и Торопец[16] выдержали нападение польско-литовских войск.
- Отряд А. И. Лисовского, требовавший выплаты жалования за войну в России, ушёл из опустошённой Псковщины, где они грабили и убивали население окрестностей Пскова и Новгорода с 1610 года[17].
- Русскими войсками взята крепость в г. Белый[18].
- Рыльск подвергся нападению польско-литовских войск[19].
- Череповецкий Воскресенский монастырь и его окрестности разорены поляками[20].
- Сожжена поляками деревянная крепость Белёв[21].
- Ржев выдержал нападение А. Лисовского[22].
- Чекалин сожжён казаками, но вскоре восстановлен[23].
- Онежский погост разорён польско-литовскими отрядами[24].
- В Сибири перенесли на новые места Нарымский и Кетский остроги[25].
- Калмыки форсировали Яик и вторглись в пределы основных кочевий Ногайской Орды, находящейся с 1600 года в вассальной зависимости от Русского государства[26].
- Лжедмитрий III, находящийся в тюрьме с 1612 года, вскоре после избрания царя, был посажен на цепь для всеобщего обозрения, а затем казнён[27].
- Пожалован Думным дьяком: Третьяков Пётр Алексеевич[28].
- Пожалование Думным дворянином: Минин Кузьма Минич[29].
- Пожалованы окольничеством: Салтыков Борис Михайлович[29].
- Пожалованы боярством: Черкасский Иван Борисович, Пожарский Дмитрий Михайлович (минуя чин окольничего)[10], Одоевский Иван Никитич Меньшой[29].
- Местничество:
  - Меньшой-Пушкин И. М. и Пожарский Дмитрий Михайлович[30].
  - По царскому велению боярина Пожарского Дмитрия Михайловича, за необъявление пожалованного чина боярин Салтыкову Борису Михайловичу, выдать головою[31].

## Города и поселения
- Восстановлен и построена новая крепость в г. Городецко (сов. Бежецк), разрушенный польскими интервентами в 1610 году[32].
- Белгородская крепость, сожжённая в 1612 году, вновь отстроена оставшимися жителями под руководством воеводы Лихарева Никиты П., но уже на противоположном, левом берегу р. Северный Донец[33].
- 1613—1617 — русские войска предпринимали попытки возродить Смоленск, но по Деулинскому перемирию 1618 года остался в составе Речи Посполитой[34].
- Лебедянское Городище Данковского уезда получило название город Лебедянь (см. 1605 год)[35].
- Архангельск официально получил своё название, в связи с установлением административной самостоятельности от Холмогор (см. 1583, 1585, 1596 года)[36].
- Впервые упоминается бывшая деревня Болобаново (сов. г. Балабаново[37]), вотчина Пафнутьтево-Боровского монастыря[37].
- В Соликамске начато строительство деревянного кремля (сгорел в 1672 году)[38].
- 1613—1614 — в Котельниче построен мужской Иоанно—Предтеченский монастырь[39].
- Царь даровал жителям Каргополя "похвальную грамоту", в которой Каргопольскому острогу придан статус города (см. 1612 год)[40].

## Акты и грамоты
- 8 декабря — расспросные речи черкашенина, взятого под Колмогорским острогом при приступе, о числе нападавших и именах начальников[41].

## Руководители приказов
| Года      | Приказ             | Ф,И,О главы               | Примечания |
| --------- | ------------------ | ------------------------- | ---------- |
| 1613-1618 | Посольский приказ  | Третьяков Пётр Алексеевич |            |
| 1613-1618 | Устюжская четверть | Третьяков Пётр Алексеевич |            |
| 1613      | Печатный приказ    | Телепнёв Ефим Григорьевич |            |
| 1613      | Казённый приказ    | Телепнёв Ефим Григорьевич |            |

## Правление
Список глав государств в 1613 году

## Умерли
- Митрополит Ефрем (фамилия в миру Хвостов; † 26 декабря 1613, Казань) — епископ Русской церкви, митрополит Казанский и Свияжский, местоблюститель патриаршего престола.
- Сусанин, Иван — крепостной крестьянин из села Домнино (ныне в Сусанинском районе Костромской области); национальный герой, пожертвовавший своей жизнью ради спасения царя Михаила.
- Стрешнев, Иван Филиппович — государственный и военный деятель.
- Хворостинин, Иван Дмитриевич († 16 сентября 1613, Астрахань) — окольничий и астраханский воевода, погиб во время осады Астрахани Иваном Заруцким, с которым он вступил в бой.
- Лжедмитрий III (Псковский вор) — самозванец, стремившийся занять русский престол под именем погибшего царевича Дмитрия Ивановича. Казнён[27].